# Béni Mellal-Khénifra
Béni Mellal-Khénifra (Arabsky: بني ملال - خنيفرة‎; Berbersky: ⴰⵢⵜ ⵎⵍⵍⴰⵍ - ⵅⵏⵉⴼⵕⴰ) je jedním z dvanácti regionů Maroka. Rozkládá se na ploše 28 374 km2 a při sčítání v Maroku v roce 2014 zde žilo 2,520,776 obyvatel. Hlavním městem regionu je město Beni Mellal.

## Geografie
Béni Mellal-Khénifra se nachází ve vnitrozemí země. Na severu sousedí s regionem Rabat-Salé-Kénitra‎, na severovýchodě s regionem Fès-Meknès‎, na jihovýchodě s regionem Drâa-Tafilalet‎, na jihozápadě s regionem Marrákeš-Safi‎ a na severozápadě s regionem Casablanca-Settat‎. V západní a střední části regionu se nachází úrodná nížina Tadla zavlažovaná řekou Um er-Rbia. Tato rovina je lemována pohořím Vysoký Atlas, které se táhne jižní a východní částí regionu, a úpatím Středního Atlasu na severu.

## Historie

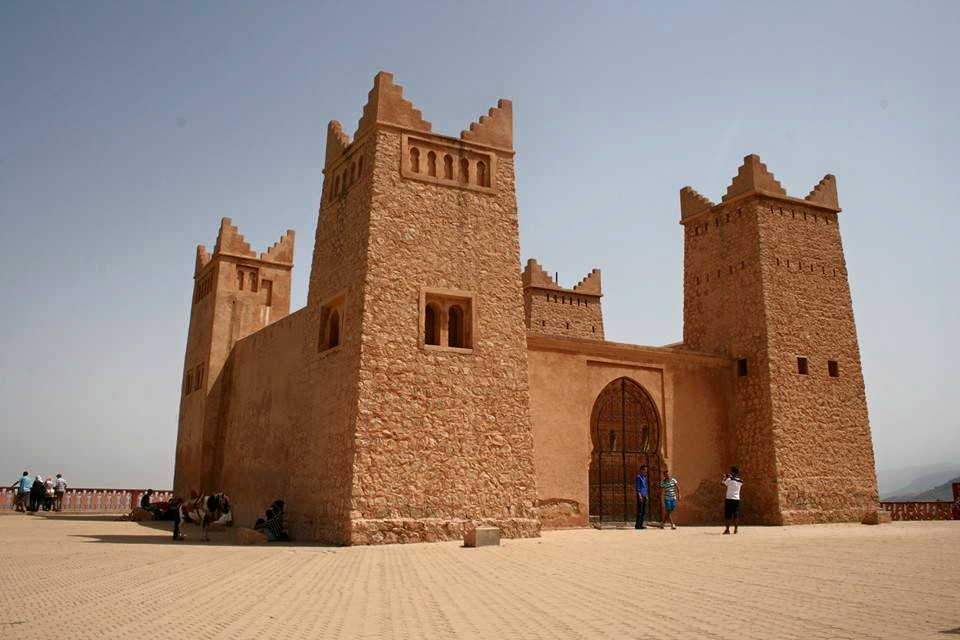
Pevnost Béni Mellal

Region Béni Mellal-Khénifra vznikl v září 2015 sloučením původních regionů a provincií.

### Nižší územní celky

Provincie v regionu Béni Mellal-Khénifra

Béni Mellal-Khénifra se skládá z pěti provincií: 
- provincie Azilal
- Provincie Béni Mellal
- Provincie Fquih Ben Salah
- Provincie Khénifra
- Provincie Chúribga

## Ekonomika
Zemědělství je páteřní pro ekonomiku regionu. Mezi hlavní pěstované plodiny patří obiloviny, červená řepa, olivy, citrusové plody a granátová jablka; významná je také produkce mléka a masa. V povodí Ouled Abdoun poblíž Chúribgy se nachází 44% zásob fosfátů v Maroku.